# Trochosa gravelyi
Trochosa gravelyi là một loài nhện trong họ Lycosidae.
Loài này thuộc chi Trochosa. Trochosa gravelyi được Jan Buchar miêu tả năm 1976.